# روس دوكرتي
روس دوكرتي (بالإنجليزية: Ross Docherty)‏ هو لاعب كرة قدم بريطاني في مركز الدفاع، ولد في 1993 في بيزلي في المملكة المتحدة. لعب مع نادي آير يونايتد ونادي ليفينغستون.

## وصلات خارجية
- روس دوكرتي على موقع قاعدة بيانات كرة القدم.إي يو (الإنجليزية)
- روس دوكرتي على موقع Soccerbase.com (لاعب) (الإنجليزية)
- روس دوكرتي على موقع Soccerway.com (الإنجليزية)